# Acompañamiento musical

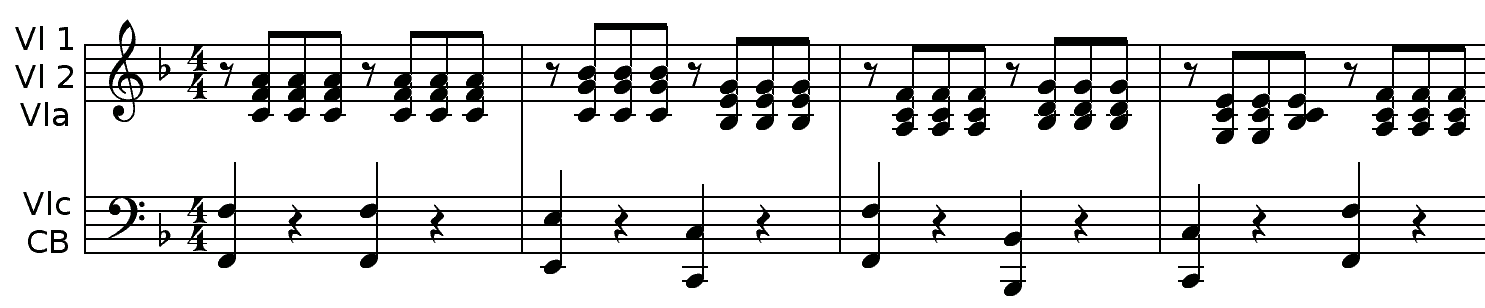
Un típico patrón de acompañamiento de un concierto de Mozart o aria.

En la música, el acompañamiento es el arte de tocar junto con un solista o en conjunto, a menudo conocido como vocalista, en forma de apoyo en la música que se desempeña. Un acompañamiento también es un gesto utilizado repetidamente, como bajo de Alberti y otros arpegios, ostinato o riffs.
El acompañamiento es por lo general acorde y tocado por algunos instrumentos como la guitarra (acústica o eléctrica), el piano o el órgano, pero también puede ser tocado con instrumentos que generalmente juegan con la melodía, como el violín. En la música más tonal la melodía y el acompañamiento son escritos y comparten el mismo grupo de lanzamientos, mientras en la música más atonal la melodía y el acompañamiento son escogidos de los grupos completamente separados de lanzamientos, a menudo de hexacordos diferentes (véase también acorde).
Un acompañante es el que toca un acompañamiento. Un número de pianistas clásicos se han hecho famosos como acompañantes en lugar de solistas; el ejemplo más conocido es probablemente Gerald Moore, conocido como acompañante Lied. En algunas escuelas americanas, el título de colaboración pianista (o de colaboración artista) está sustituyendo el título acompañante. 
El término de acompañamiento puede estar indicado por obbligato (obligado) o ad líbitum (a su gusto). 
El bajo continuo (también: bajo cifrado, del it.: basso continuo) es el modo de notar la estructura armónica de un acompañamiento, cuando solo el bajo está notado en el pentagrama.
El término acompañante también se utiliza para referirse a un músico (en general, pianista) que no será necesariamente participante en la realización de una pieza de teatro que utiliza la música (teatro musical, ópera, etc), pero se utiliza durante una prueba o ensayo en lugar de la real músico(s).
Muchas canciones llegan a su efecto a través de la eliminación: por ejemplo, el primer tema de la lentitud del movimiento de Beethoven en su séptima sinfonía, que consiste principalmente en la repetición de la nota que da su sentido gracias a los acuerdos de acompañamiento.